# 罗本·库恩
罗本·詹姆斯·库恩（英語：Ruben James Kun，1942年3月30日—2014年9月21日），男，瑙鲁政治人物，曾任瑙鲁总统。